# Dead Ringer
Dead Ringer és una pel·lícula estatunidenca dirigida per Paul Henreid i estrenada l'any 1964.

## Argument
Després del funeral de Frank de Lorca, un cunyat seu a qui havia estimat i amb el qual va planejar casar-se en un altre temps, Edith Phillips (Bette Davis), propietària d'una taverna, s'assabenta que Frank només es va casar amb Margaret (Bette Davis), la seua germana bessona, perquè va creure que esperava un fill d'ell. En trobar-se amb Margaret, a la qual no havia vist des de fa anys, Edith rebutja les seues ofertes d'amistat i la seua ajuda financera. Envejant la bona posició econòmica de Margaret i sense perdonar que es casés amb Frank, Edith, que s'ha assabentat que està a punt de perdre el seu negoci, demana a Margaret que la visiti en el seu atrotinat apartament. Després d'obligar-la a admetre que es va casar amb Frank recorrent a la mentida, Edith mata Margaret, bescanvia les peces de roba i deixa el seu cadàver i una carta que esmenta un suïcidi a l'apartament. La troba el sergent Jim Hobbson (Karl Malden), un detectiu de Los Angeles que creu que la dona morta és Edith, amb la qual havia estat promès per a casar-se. En el seu paper de Margaret, Edith torna a la mansió de Lorca i posa en pràctica la seua impostura amb èxit fins que Tony Collins (Peter Lawford), l'amant de Margaret, torna d'Europa i descobreix la veritat. Posant preu al seu silenci, fa xantatge a Edith i fa que aquesta li lliuri part de les joies de Margaret, les quals ell intentarà empenyorar. Un joier crida la policia i, quan aquesta escorcolla l'apartament de Tony, troba arsènic amagat. Cara a cara amb Hobbson, Edith admet haver donat les joies a Tony i li explica al detectiu que és el seu amant. Creient que ella és Margaret de Lorca, Hobbson sospita que ella i Tony van matar Frank. El cos d'aquest és exhumat i un examen revela que va morir enverinat amb arsènic. Edith, convençuda que Frank va ser assassinat, diu a Tony tot el que sap. Quan ell tracta de matar-la, el gos de Frank, un enorme gran danès que té molt d'afecte a Edith, ve a ajudar-la i mata Tony. En ésser acusada de l'assassinat de Frank, Edith confessa la seua veritable identitat a Hobbson, però no aconsegueix que la cregui. Sentenciada a mort per haver assassinat Frank, Edith torna a veure a Hobbson poc abans de ser traslladada a San Quentin. Admetent haver mentit, li diu que és en realitat Margaret de Lorca i no Edith, la germana que ell estimava i amb la qual es volia casar.

## Crítica
- "Dead Ringer es basa en la idea que dos Bette Davis són millor que una ... La justícia poètica és potser una mica antiquada però és divertida. I ho és també pràcticament tota la resta en aquest petit thriller més aviat vulgar, especialment la Davis. Exuberantment lliure de cotilles, el seu tors sembla un sac ple de botes de cautxú. Per culpa d'una tosca utilització dels cosmètics, la seua cara sembla una foto de Utah presa des d'un U-2. I la seua actuació, com sempre, no és en realitat tal: és un desvergonyit exhibicionisme."[2]

## Repartiment
- Bette Davis
- Karl Malden
- Peter Lawford
- Philip Carey
- Jean Hagen
- George Macready
- Estelle Winwood
- George Chandler
- Mario Alcade
- Cyril Delevanti
- Monika Henreid
- Bert Remsen
- Charles Watts
- Ken Lynch[1]

## Curiositats
- Lana Turner no va voler protagonitzar la pel·lícula per no haver d'interpretar-hi dos papers alhora.
- Robert Aldrich va ésser proposat per dirigir el film.
- El guió original fou escrit l'any 1944.
- Bette Davis volia en un principi que James Philbrook interpretés el paper que, finalment, va ser assignat a Karl Malden.
- Bette Davis va rebutjar un paper a la pel·lícula 4 for Texas per a rodar Dead Ringer.
- Fou la darrera pel·lícula de Jean Hagen.[3]

## Lapsus del rodatge
- Edith arriba al seu apartament en plena llum del dia, però quan el seu xicot Jim ve a visitar-la, menys de quinze minuts més tard, és fosc a fora.
- A causa de la il·luminació brillant durant algunes escenes del funeral i en les quals apareixen les dues germanes bessones, és obvi -fins i tot, portant un vel sobre el seu rostre- que un dels personatges suposadament interpretat per Bette Davis és en realitat un doble (de fet, Connie Cezon).
- Després que Edith dispara sobre Margaret al cap, no hi ha gens de sang al cos del cadàver o en la paret contigua com seria normal en un crim d'aquestes característiques.
- Al dipòsit de cadàvers i com s'hi pot apreciar en un primer pla, no hi ha l'orifici de sortida de la bala que va posar fi a la vida de Margaret tot i que va rebre un tret a la templa.[4]